# Tendon commun des fléchisseurs
Le tendon commun des fléchisseurs est un tendon qui s'attache à l'épicondyle médial de l'humérus.
Il sert de point d'attache supérieur aux muscles superficiels de la loge antébrachiale antérieure :
- le muscle fléchisseur ulnaire du carpe[1],
- le muscle long palmaire,
- le muscle fléchisseur radial du carpe,
- le muscle rond pronateur,
- le muscle fléchisseur superficiel des doigts de la main.